# 6797 Östersund
För andra betydelser, se Östersund (olika betydelser).
6797 Östersund eller 1993 FG25 är en asteroid upptäckt 21 mars 1993 av The Uppsala-ESO Survey of Asteroids and Comets vid La Sillaobservatoriet. Asteroiden har fått sitt namn efter den jämtländska staden Östersund.  Staden ligger vid Storsjön som sägs vara bebodd av Storsjöodjuret.
Den tillhör asteroidgruppen Koronis.